# Rodrigo Rain
Rodrigo Alberto Raín Vejar (* 13. April 1975 in Concepción) ist ein ehemaliger chilenischer Fußballspieler, der als Innenverteidiger aktiv war.

## Karriere
Raín begann seine Profikarriere 2000 beim CD Huachipato, für den er bis 2002 spielte. Anschließend wechselte er zu Universidad de Concepción und war dort bis 2006 aktiv. 
Im Jahr 2007 schloss er sich zunächst Everton an, ehe er noch im selben Jahr zu CD Cobreloa wechselte, wo er bis 2008 26 Ligaspiele bestritt und drei Tore erzielte. Danach folgten weitere Stationen bei Coquimbo Unido, Ñublense, Lota Schwager und Unión La Calera.
Nach seiner aktiven Laufbahn war Raín 2019 als Trainer von Naval tätig.

## Erfolge
Colo-Colo
- Chilenischer Meister: 2002-C